# Antic casal de la plaça de les Voltes d'en Rosés
L'Antic casal de la plaça de les Voltes d'en Rosés és un edifici del municipi de Girona que forma part de l'Inventari del Patrimoni Arquitectònic de Catalunya. És un edifici residencial, situat a la banda de ponent de la placeta de les voltes d'en Rosés, que presenta una façana amb una antiga porta dovellada mig tapiada, un finestral gòtic d'arquets trilobulats i dues finestres senzilles de caràcter medieval. A la planta principal hi ha balconeres, resultat de les reformes dutes a terme en l'edifici original, segurament durant el segle xviii. L'acabat exterior és amb arrebossat que imita carreus, si bé és visible en alguns sectors l'existència de carreus corresponents al casal medieval original.

## Història
Segons J. Marqués aquest edifici té prou entitat per haver encabit la institució de la Cúria Reial. Aquest conjetura es fonamentaria en un document del notari Ignasi Roig de 1729 que transcriu un altre acte fet en poder del notari Igansi Ribot el 17 de novembre de 1693, quan encara funcionava el tribunal de la cort. Roig i Jalpí va esmenta el carrer de la Cort Reial l'any 1678 i afirmava que en ell hi havia la cúria del Veguer.